# Lepturopsis dolorosa
Lepturopsis dolorosa är en skalbaggsart som först beskrevs av Leconte 1861.  Lepturopsis dolorosa ingår i släktet Lepturopsis och familjen långhorningar. Inga underarter finns listade i Catalogue of Life.